# Men Going Their Own Way

Logo MGTOW được thể hiện trong tập phim "Men at War" (Đàn ông trong Chiến tranh) nằm trong series của đài BBC Reggie Yates' Extreme UK

MGTOW (phát âm (/ˈmɪɡtaʊ/), viết tắt của Men Going Their Own Way, dịch sang tiếng Việt là Đàn Ông Đi Theo Cách Riêng Của Họ hay Đàn Ông Đi Theo Con Đường Riêng Của Họ) là một cộng đồng mạng được chống lưng bởi các trang web và sự hiện diện của truyền thông xã hội. Cộng đồng này là một phần của thuật ngữ rộng hơn là manosphere (giới blogger đàn ông).
Theo nhà bình luận Martin Daubney, những thành viên của cộng đồng MGTOW tin rằng sự vướng vào tình cảm lãng mạn và quan hệ pháp lý với phụ nữ gặp thất bại về phân tích chi phí - lợi ích và phân tích rủi ro - lợi ích. Jeremy Nicholson viết cho tạp chí Psychology Today tương tự cũng miêu tả MGTOW là những người đàn ông bị vỡ mộng với sự thiếu hụt động cơ để hẹn hò với những ai lựa chọn việc không muốn hẹn hò và tập trung vào chăm sóc bản thân họ.